# 长白山西站
长白山西站，位于中华人民共和国吉林省白山市抚松县松江河镇 504国道（松海路）北侧，是浑白铁路、宇松铁路和沈白客运专线上的火车站，建于1961年，由沈阳局集团通化车务段管辖。客运业务办理旅客乘降，行李，包裹托运。货运办理整车，零担货物到发业务。
本站曾是撫松鐵路的终点站。本站前称松江河站，2025年3月30日更名为长白山西站。